# درغه (مقاطعة غيلانغرب)
درغه (بالفارسية: درگه) هي قرية تقع في كرمانشاه في إيران. يقدر عدد سكانها بـ 168 نسمة بحسب إحصاء 2016.